# Mammoeten van Cerney Wick
De mammoeten van Cerney Wick zijn de fossielen van steppemammoeten, die in 2017 werden gevonden in Cerney Wick, Engeland, ca. 200.000 jaar oud. Naast de beenderen van de mammoeten werden vuurstenen werktuigen gevonden van neanderthalers, die mogelijk op de dieren hebben gejaagd met houten speren en ze hebben gevild, geslacht en opgegeten. Er werden kerfsporen op een bot gevonden. De vondst bewijst dat neanderthalers en mammoeten in Engeland 200.000 jaar geleden samenleefden en dat neanderthalers in staat waren mammoeten te jagen. 
In 2017 vonden de amateurarcheologen Sally en Neville Hollingworth in een groeve in Cerney Wick een enorm beenbot van een mammoet van ca. 215.000 jaar geleden (IJstijd). De groeve lag bij een oude rivierbedding van de Theems.
Neanderthalers moeten het gebied hebben verlaten toen de kou intrad. Ze kwamen 60.000 jaar geleden weer terug en gingen door gemeenschap op in en werden verdreven door de moderne mens, homo sapiens en stierven uit.